# De Kruithoorn
De N.V. Nederlandsche Wapen- en Munitiefabriek "De Kruithoorn" (NWM De Kruithoorn) is een fabriek van wapens en vooral van munitie te 's-Hertogenbosch, die bestond van 1948 tot 1998. Ondanks de naamgeving werden er geen springstoffen vervaardigd doch munitie. Het was in zekere zin een metaalbedrijf.

## Geschiedenis

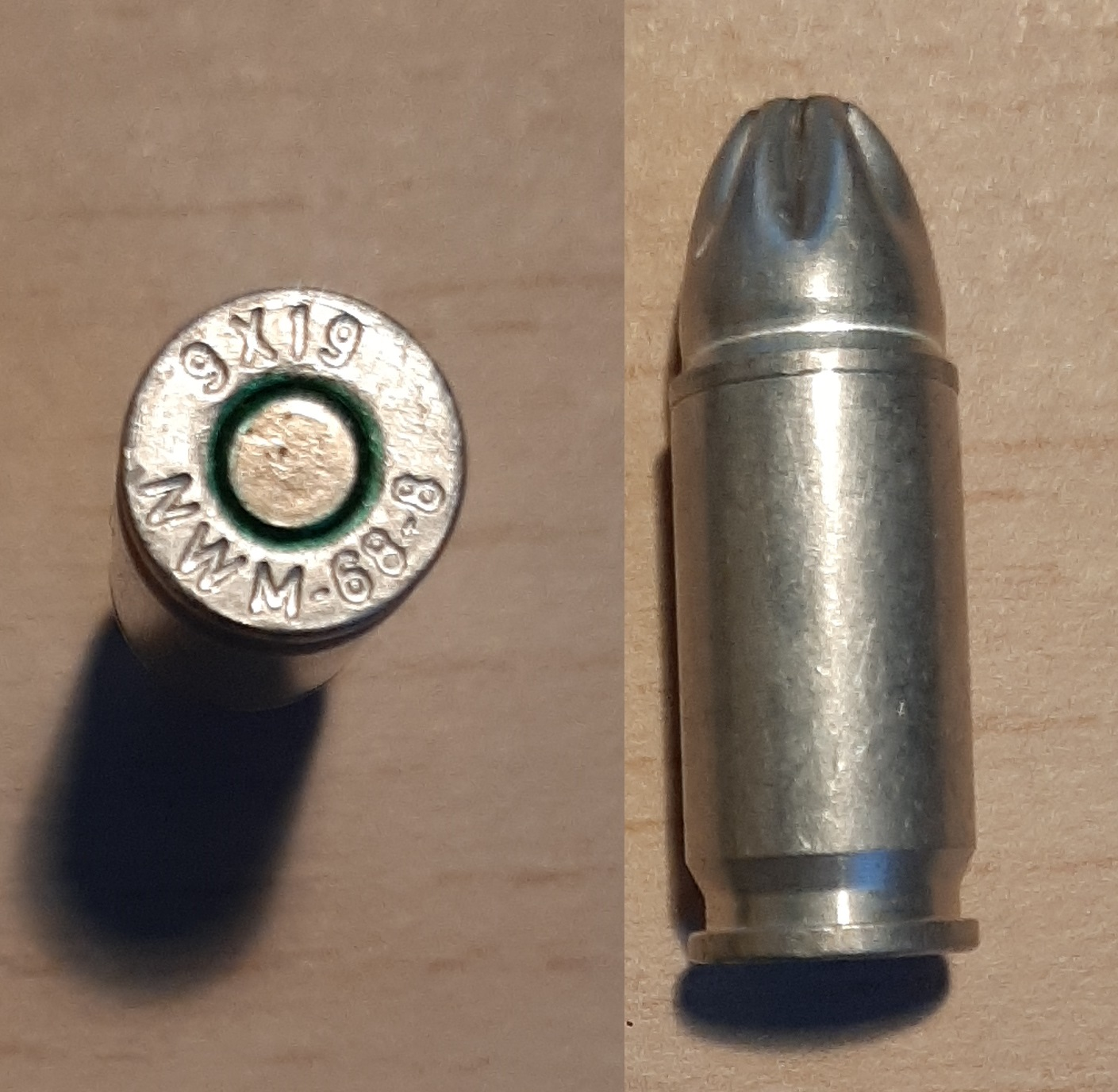
9×19mm Parabellum losse flodder-patroon met aluminium huls, geproduceerd door NWM De Kruithoorn in 1968.

Nadat in 1945 het initiatief was genomen en in 1946 terreinen waren gekocht, werd het bedrijf in 1948 door J.H.M. Sopers (1918-1953) opgericht als firma Sopers en had ten doel het vervaardigen van jachtpatronen met aluminium hulzen (merknaam "Bataaf"). Aanvankelijk was het bedrijf gevestigd nabij de Bossche Michelin-fabriek, maar in 1958 verhuisde het bedrijf naar een terrein buiten de stad, aan de Zuid-Willemsvaart, waarvoor de gemeente een subsidie van 2 miljoen gulden verstrekte.
In 1961 verkreeg het Duitse bedrijf Industriewerke Karlsruhe (IWK), onderdeel van de Quandt Groep, een meerderheidsbelang in "De Kruithoorn"; in 1975 kreeg de eveneens Duitse firma Rheinmetall alle aandelen in handen. Het bedrijf ging zich meer en meer op militaire productie toeleggen. Daardoor werd het ook onderwerp van antimilitaristische actiegroepen als Werkgroep De Kruidhoorn.
Onder de vlag van IWK produceerde De Kruithoorn onder andere jachtpatronen onder de naam DWM. Later, tussen 1968 en 1977 was het bedrijf verantwoordelijk voor de productie van loopstaal voor de Parabellum-pistolen van Mauser Werke. Dochteronderneming MFT nam de productie van de handgreepbeveiliging en de magazijnen voor de Parabellum en de magazijnen voor de Mauser HSc, een halfautomatisch pistool, voor haar rekening.

## Neergang
Op sociaaleconomisch gebied bleef de situatie uiterst grillig. Zo kwam begin 1983 naar buiten dat de marine een order van 10 miljoen gulden bij De Kruithoorn had geplaatst, terwijl in april collectief ontslag werd aangevraagd voor 65 personeelsleden. Later dat jaar werd bekend dat voor de komende jaren opdrachten voor een totale waarde van 160 miljoen gulden waren veiliggesteld en het bedrijf 60 werknemers wilde aantrekken.
In 1984 werkten er bij De Kruithoorn nog 325 mensen, waarvan er binnen een jaar 100 zouden worden ontslagen. Ondertussen werd geprobeerd om te schakelen naar civiele producten, waarna een afdeling metaal-spuitpoedertechniek werd opgezet. In 1996 werd deze afdeling afgestoten en verkocht aan het kunststofverwerkende bedrijf ITB Precisietechniek te Boxtel. Hierbij waren 9 medewerkers betrokken. De situatie bij het bedrijf werd als ernst aber nicht hoffnungslos omschreven. Ernstig was de situatie in het jaar daarop nog wel degelijk, maar tevens hopeloos, aangezien de sluiting van het bedrijf werd aangekondigd. Op 1 augustus 1998 sloot het bedrijf de poorten. 180 medewerkers werden hierdoor getroffen.